# Friedrich August von Staegemann

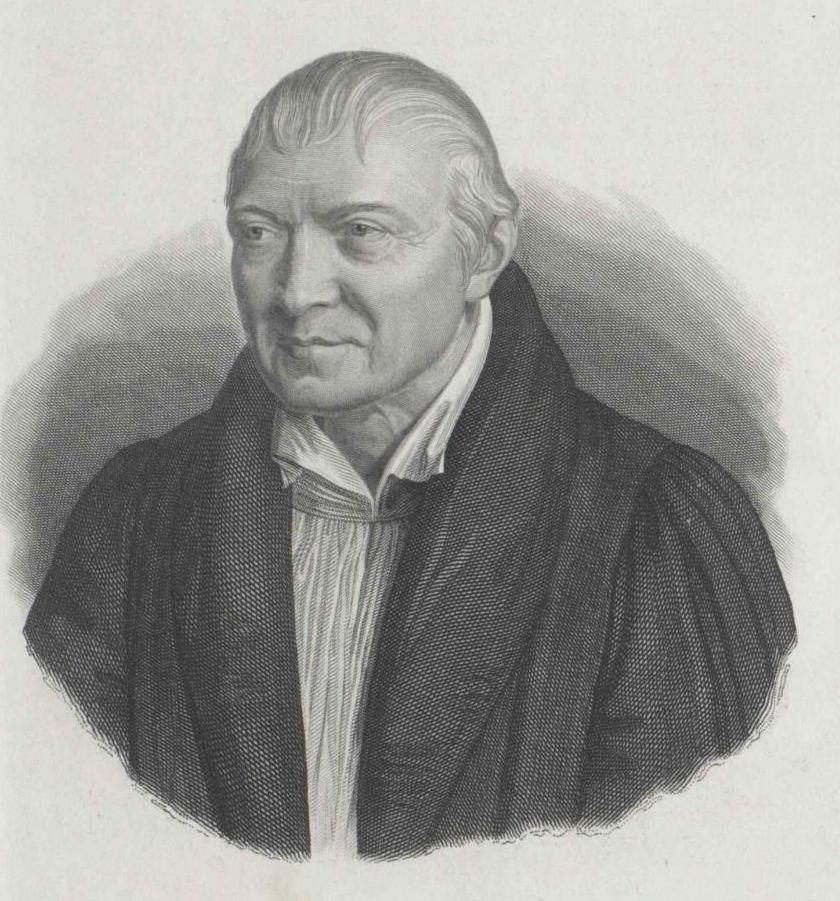
Friedrich August von Staegemann

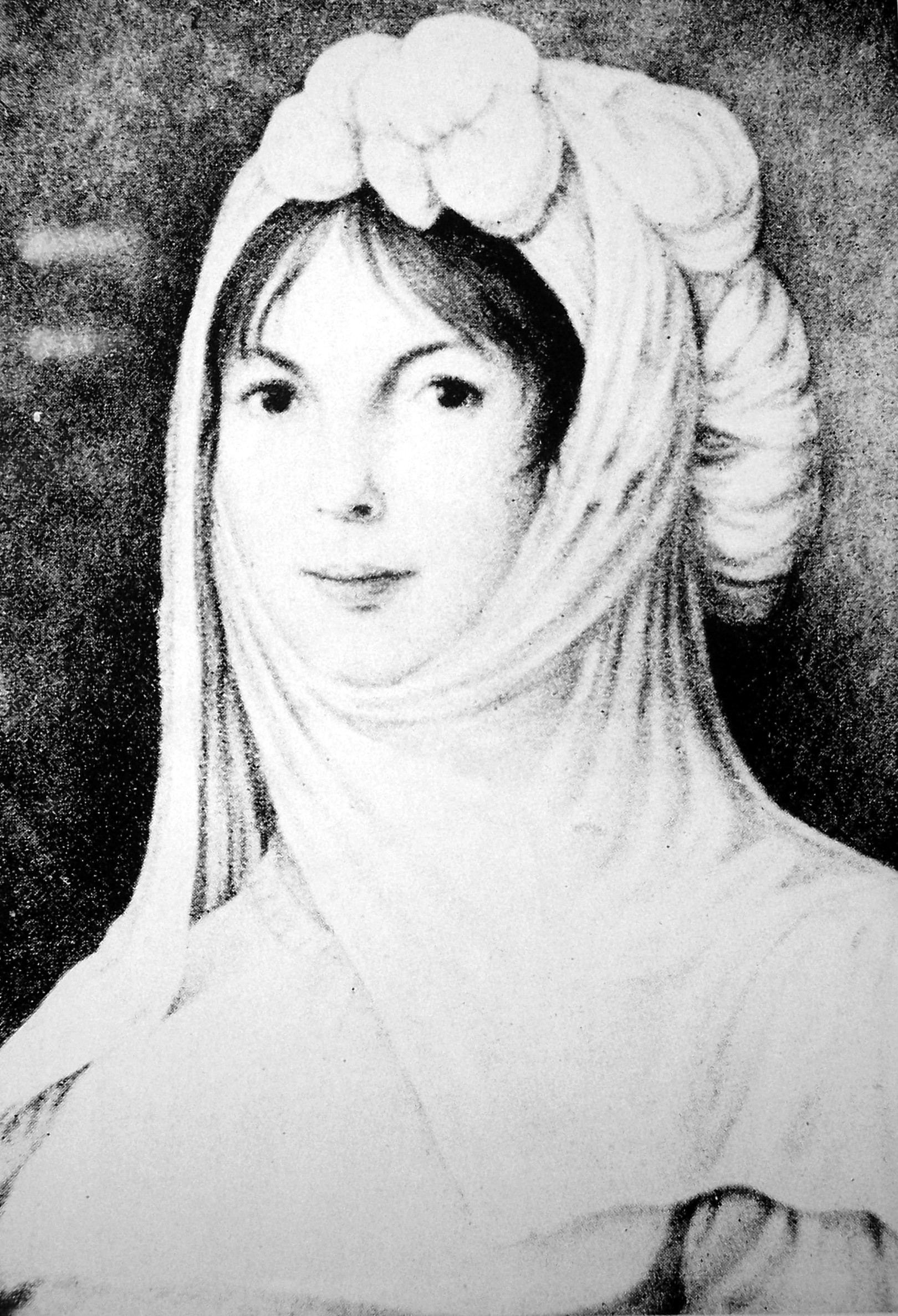
Elisabeth Staegemann. Selbstporträt (1808)

Ehrengrab von Friedrich August von Staegemann in Berlin-Kreuzberg

Friedrich August von Staegemann (* 7. November 1763 in Vierraden, Uckermark; † 17. Dezember 1840 in Berlin) war ein preußischer Beamter, Geheimer Oberfinanzrat und Diplomat.

## Leben und Werk
Staegemann entstammte einer Prediger- und Lehrerfamilie. Er verlor seine Eltern und wurde als Zehnjähriger von Verwandten ins Schindlersche Waisenhaus in Berlin gegeben. Nach dem Abitur am Gymnasium zum Grauen Kloster studierte er Rechtswissenschaft an der Friedrichs-Universität Halle. 1785 schlug er als Gerichtsreferendar bei der Ostpreußischen Regierung (Justizbehörde) die Beamtenlaufbahn ein. Er wurde Kriminalrat und Syndikus der Ostpreußischen Generallandschaftsdirektion. In Königsberg traf er auch seine spätere Frau Elisabeth Graun. Als „eine der edelsten Frauengestalten der Zeit“ versammelte sie einen Kreis angesehener und bedeutender Persönlichkeiten, zu dem auch Immanuel Kant gehörte.
1806 zum Geh. Finanzrat ernannt, wurde Staegemann als Chef der Preußischen Bank nach Berlin berufen. In dieser Funktion begegnete er Napoléon Bonaparte, der nach der siegreichen Schlacht bei Jena und Auerstedt Contribution forderte. Auf Fürst Hardenbergs Vorschlag wurde Staegemann 1807 Mitglied der Kombinierten Immediatkommission zur Neugestaltung des Königreichs Preußen. Staegemann arbeitete intensiv an den Stein-Hardenbergschen Reformen mit. 1807 entwarf er das Oktoberedikt zur preußischen Bauernbefreiung. 1808 erhielt Staegemann die Ernennung zum Oberfinanzrat und stieg 1809 zum Geheimen Staatsrat auf. 1811 wurde er Mitglied der Deutschen Tischgesellschaft. 1812 arbeitete von Staegemann, als Vorstand der Finanzpartei, an der Neuorganisation der Vermögenssteuer und bat Salomo Sachs geeignete Vorschläge zu unterbreiten, die Sachs unverzüglich umsetzen konnte. 1813 beteiligte er sich an der Vorbereitung und Durchführung der Befreiungskriege. Bei der anschließenden Neugestaltung Europas auf dem Wiener Kongreß vertrat er mit seinem Staatskanzler Hardenberg Preußens Interessen. 1814 war er preußischer Gesandter am Buckingham Palace. In der zweiten Jahreshälfte 1815 nahm er in Paris an den Verhandlungen zum Zweiten Pariser Frieden teil. 1816 wurde Staegemann für seine Verdienste durch König Friedrich Wilhelm III. nobilitiert. 1817 trat er in den soeben geschaffenen Staatsrat ein. 1819–1820 leitete er die neugegründete Allgemeine Preußische Staatszeitung.
Staegemann gehörte zu den Vorkämpfern für eine Verfassung und setzte sich öffentlich für Pressefreiheit und Toleranz ein. In seinem Berliner Haus verkehrten Künstler wie Heinrich von Kleist und Intellektuelle wie Achim von Arnim, Bettina von Arnim und Clemens Brentano. Staegemann bewog Hardenberg, Friedrich Wilhelm III. am 22. Mai 1815 das Verfassungsversprechen abzuringen; sein Bruch hatte schwere Folgen.
Staegemann schrieb auch patriotische Lieder und Liebesgedichte. Als seine beste dichterische Leistung werden gewöhnlich die Kriegsgesänge (1814) genannt. Besser dürfte das Bändchen Erinnerungen an Elisabeth sein, 162 römisch durchnummerierte Sonette für seine Frau vom Kennenlernen im Herbst 1788 an bis zu ihrem Todestag am 12. Juli 1835 (s. unten, Werke). Die gelegentlich anzutreffende Aussage, er habe „in den Jahren 1811 bis 1817 seine dichterischen Werke im Berliner Musen-Almanach“ veröffentlicht, ist falsch. In diesen Jahren erschienen keine (Berliner) Musen-Almanache. Varnhagen von Ense schrieb diesbezüglich in seiner Rezension des Leipziger und des Berliner Musenalmanachs für das Jahr 1830 in den Jahrbüchern für wissenschaftliche Kritik: „Viele Jahre sind vergangen, seit kein deutscher Musenalmanach mehr erschien“. Der von Heinrich Stieglitz, Moritz Veit und Karl Werder gemeinsam herausgegebene Berliner Musenalmanach für das Jahr 1830 (Berlin 1829) enthält sechs Gedichte von Staegemann, darunter mit einer „Verherrlichung der Liebsten“ (Staegemann war 67!) das einzige Sonett der ganzen Sammlung.
Friedrich August von Staegemann starb 1840 im Alter von 77 Jahren in Berlin. Beigesetzt wurde er neben seiner 1835 verstorbenen Gattin auf dem Friedhof III der Jerusalems- und Neuen Kirche vor dem Halleschen Tor. Auch die Enkeltochter Marie von Olfers (1826–1924) ist hier bestattet. Die letzte Ruhestätte von Friedrich August von Staegemann (Grablage 341-AL-14/15) ist als Ehrengrab des Landes Berlin gewidmet. Da Staegemann im Jahr 1835 zum Ehrenbürger von Berlin ernannt worden war, ist die Widmung – im Unterschied zur Mehrzahl der Berliner Ehrengräber – zeitlich nicht befristet.

## Zitat
„Es ist eigentümlich, dass ein armer, im Waisenhause erzogener Knabe, dessen missgestaltete Füße ihn fast vollständig am Gehen hinderten, nicht nur eine der höchsten Stellen im Staat erreichte, sondern sich auch die Liebe einer der schönsten, umworbensten und reich begabtesten Frauen errang“

## Werke
- Kriegs-Gesänge aus den Jahren 1806–1813 (Beigefügte Werke: Kriegs-Lieder für Schill und seine Waffengefährten, 1809). [Waisenhaus-Buchh.], Deutschland [i. e. Halle] 1813, Digitalisat
- Anonym: Erinnerungen an Elisabeth. Als Handschrift gedruckt. Berlin, mit akademischen Schriften 1835.
- Historische Erinnerungen in lyrischen Gedichten, Berlin (Reimer) 1828